# Reprezentacja Hiszpanii na Mistrzostwach Świata w Narciarstwie Klasycznym 2009
Reprezentacja Hiszpanii na Mistrzostwach Świata w Narciarstwie Klasycznym 2009 liczyła 4 sportowców. Najlepszym wynikiem było 29. miejsce (Laura Orgué) w biegu kobiet na 30 km.

## Medale

### Złote medale
Brak

### Srebrne medale
Brak

### Brązowe medale
Brak

## Wyniki

### Biegi narciarskie mężczyzn
Sprint
- Vicenç Vilarrubla – nie wystartował
- Diego Ruiz – nie wystartował

Bieg na 15 km
- Vicenç Vilarrubla – 48. miejsce
- Javier Gutiérrez Cuevas – 67. miejsce

Bieg na 30 km
- Diego Ruiz – 58. miejsce
- Vicenç Vilarrubla – 60. miejsce

Bieg na 50 km
- Diego Ruiz Asín – 34. miejsce

### Biegi narciarskie kobiet
Sprint
- Laura Orgué – nie wystartowała

Bieg na 10 km
- Laura Orgué – 35. miejsce

Bieg na 30 km
- Laura Orgué – 29. miejsce